# Acantholimon azizae
Acantholimon azizae är en triftväxtart som beskrevs av Mobayen. Acantholimon azizae ingår i släktet Acantholimon och familjen triftväxter. Inga underarter finns listade i Catalogue of Life.